# Herpy-l’Arlésienne
Herpy-l’Arlésienne ist eine französische Gemeinde mit 213 Einwohnern (Stand 1. Januar 2022) im Département Ardennes in der Region Grand Est. Sie gehört zum Arrondissement Rethel sowie zum Kanton Château-Porcien.

## Geographie
Die Gemeinde liegt rund 30 Kilometer nordöstlich von Reims im Tal der Aisne. Nachbargemeinden sind Condé-lès-Herpy im Norden und Osten, Château-Porcien im Südosten, Blanzy-la-Salonnaise im Süden, Gomont im Südwesten und Saint-Germainmont im Nordwesten.
An der südlichen Gemeindegrenze befinden sich der Fluss Aisne sowie der parallel verlaufende Schifffahrtskanal Canal des Ardennes. Die wichtigste Verkehrsanbindung ist die D 926, die das Dorf mit Condé-lès-Herpy und Gomont verbindet.

## Bevölkerungsentwicklung
| Jahr      | 1968 | 1975 | 1982 | 1990 | 1999 | 2006 | 2018 |
| Einwohner | 181  | 139  | 161  | 158  | 155  | 177  | 202  |